# Bella Vista (Venezuela)
Pour les articles homonymes, voir Bella Vista.
Bella Vista est la capitale de la paroisse civile de Bella Vista de la municipalité de Sucre de l'État d'Aragua au Venezuela. Elle est bordée à l'ouest par le lac de Taguaiguai et à l'est par le massif montagneux dominé par le topo Jabillal.